# 바넷 뉴먼
바넷 뉴먼(영어: Barnett Newman, 1905년 1월 29일~1970년 7월 4일)은 미국의 화가이다. 그는 추상표현주의의 주요 인물 중 한 명이자 최고의 색면회화 화가 중 한 명으로 비평가들의 평가를 받아왔다. 그의 그림은 관람객이 예술을 통해 경험하는 장소의 감각을 느끼고 이 느낌을 강조하기 위해 가장 단순한 형태로 구현된다.

## 유년 시절
바넷 뉴먼은 폴란드에서 온 유대인 이민자의 아들로 뉴욕에서 태어났다. 그는 뉴욕 시립대학에서 철학을 공부했고, 아버지의 의류 제조 회사에서 일했다. 나중에는 교사, 작가, 비평가로 활동하며 생계를 이어갔다. 그는 1930년대부터 표현주의 스타일의 그림들을 그렸지만 결국 이 작품들을 모두 파괴했다. 뉴먼은 1934년 그로버 클리블랜드(Grover Cleveland) 고등학교에서 대체 교사로 일하는 동안 애나리 그린하우스(Annalee Greenhouse)를 만났고 1936년 6월 30일에 결혼했다.

## 경력
뉴먼은 카탈로그 서문과 리뷰를 쓰거나 전시회를 조직하기도 했다. 이후 그는 업타운 그룹의 일원이 되었고, 1948년 베티 파슨스 갤러리에서 첫 개인전을 열었다. 뉴먼은 첫 번째 전시를 마친 직후 Studio 35에서 열린 한 아티스트 모임에서 "우리는 어느 정도 우리 자신의 이미지로 세상을 만들어가는 과정에 있습니다."라고 말했다. 뉴먼은 자신의 글쓰기 능력을 바탕으로 예술가로서 새롭게 확립된 이미지를 강조하고 자신의 작품을 홍보하기 위해 노력했다. 한 예로 1955년 4월 9일에 미술상인 시드니 재니스에게 보낸 편지에서 "...로스코가 투사에 대해 말하는 것은 사실입니다. 그러나 그는 속물적인 세상에 복종하기 위해 싸웁니다. 부르주아 사회에 맞선 나의 투쟁은 그것을 완전히 거부하는 것과 관련이 있습니다."라고 쓴 적이 있다.
1940년대 내내 그는 초현실주의적 스타일로 작업하다가 자신만의 독특한 스타일을 개발했다. 뉴먼은 스스로 "지퍼"(zips)라고 지칭한 얇은 수직선으로 구분된 색상 영역을 특징으로 했다. 지퍼를 특징으로 한 초기 작품에서는 색면회화가 다양했지만 나중에는 색상이 순수하고 단조로워졌다. 뉴먼은 Onement 시리즈(1948년)를 통해 자신만의 독특하고 시그니처 스타일을 완성했다고 생각했다. 지퍼는 그림의 공간적 구조를 정의하고 동시에 구성을 나누고 통합한다. 미술사학자 에이프릴 킹슬리(April Kingsley)에 따르면 뉴먼의 작품 속 지퍼는 '핵 폭발의 번쩍이는 빛과 구약성서의 불기둥'으로, 낭만적 숭고함의 역설과 파괴와 초월의 묘사를 혼합한 것이다. 이미 1944년에 바넷 뉴먼은 미국의 최신 미술 운동을 설명하려고 시도하며 "새로운 운동에 참여한 인물들"의 목록을 만들었다. 해당 목록에는 로베르토 마타와 같은 전직 초현실주의자들이 언급되었고, 볼프강 팔렌은 아돌프 고틀리브, 마크 로스코, 잭슨 폴록, 한스 호프만, 윌리엄 바지오테스, 아실 고르키 등과 함께 두 번 언급되었다. 로버트 머더웰은 물음표와 함께 언급되었다. 지퍼는 뉴먼의 작품에서 항상 꾸준히 등장하는 특징이었다. 예를 들어 그가 1950년에 그린 작품인 높이 약 2.43m(8ft), 너비 1.5인치(약 243cm x 4.1cm)의 'The Wild'는 지퍼만이 작품의 전부이다. 뉴먼은 또한 기본적으로 3차원 지퍼로 구성된 몇 가지 조각품을 만들었다.:511
뉴먼의 그림은 순전히 추상적인 것으로 보이며, 원래는 제목이 없는 그림이 많았지만, 후에 붙여진 제목을 보면 특정 주제를 다루고 있으며, 종종 자신의 뿌리이기도 한 유대인을 주제로 하고 있음을 암시한다. 예를 들어, 1950년대 초반의 두 그림은 《아담과 이브》라고 불린다. 1954년작 《우리엘》과 1949년작 《아브라함》이라는 매우 어두운 그림도 있는데, 이 그림은 성경 속 총대주교의 이름일 뿐만 아니라 1947년에 사망한 뉴먼의 아버지의 이름이기도 하다.

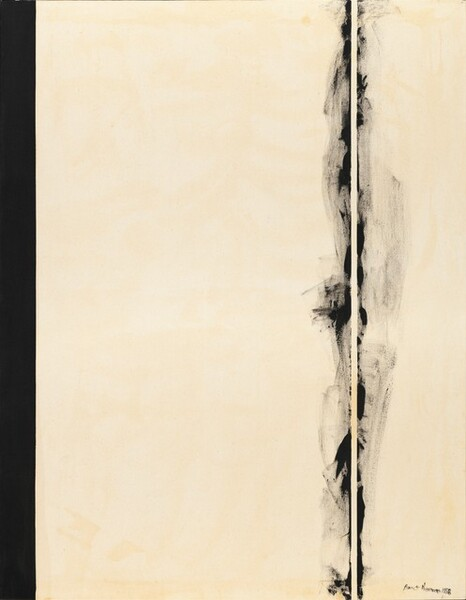
《십자가의 정거장》(레마 사바흐타니, 1958~1966) 시리즈 중 《첫 번째 정거장》 (1958), 내셔널 갤러리 오브 아트 소장

뉴먼이 심장마비에서 회복된 직후인 1958년부터 1966년까지 제작된 흑백 그림 시리즈인 《십자가의 정거장》은 일반적으로 그의 경력의 정점으로 여겨진다. 이 시리즈의 부제는 신약성서에서 예수가 십자가에서 한 마지막 말씀인 《레마 사바흐타니》(Lema sabachthani, "왜 나를 버리셨습니까?")이다. 뉴먼은 이 말이 자신의 시대에 보편적인 의미를 지닌다고 생각했다. 이 시리즈는 홀로코스트 희생자들을 기리는 기념비적인 것으로 여겨져 왔다.

《누가 빨강, 노랑, 파랑을 두려워하는가》(Who's Afraid of Red, Yellow and Blue), 1966년

뉴먼의 후기 작품으로는 《누가 빨강, 노랑, 파랑을 두려워하는가》(Who's Afraid of Red, Yellow and Blue) 시리즈 등이 있는데, 이 작품들은 대부분 매우 큰 캔버스에 생생하고 맑은 색상을 사용했다. 1965년에 사망한 어머니를 기리기 위해 1968년에 제작한 《안나의 빛》(Anna's Light)은 그의 가장 큰 작품으로, 너비가 8.5m(28피트), 높이가 2.7m(9피트)에 이른다. 뉴먼은 또한 말년에 셰이프드 캔버스를 사용하기도 했는데, 예를 들어 1969년작 《샤르트르》와 같은 강철로 만든 삼각형 모양의 작품을 일부 제작했다. 이후의 그림들은 초기 작품에서 사용한 유화 물감이 아닌 아크릴 물감을 사용하여 제작했다. 그의 조각품 중 1963년에 제작한 《부러진 오벨리스크》는 피라미드의 꼭대기에 오벨리스크가 거꾸로 놓인 작품으로 뉴먼의 가장 대표적이고 잘 알려진 조각품이다.

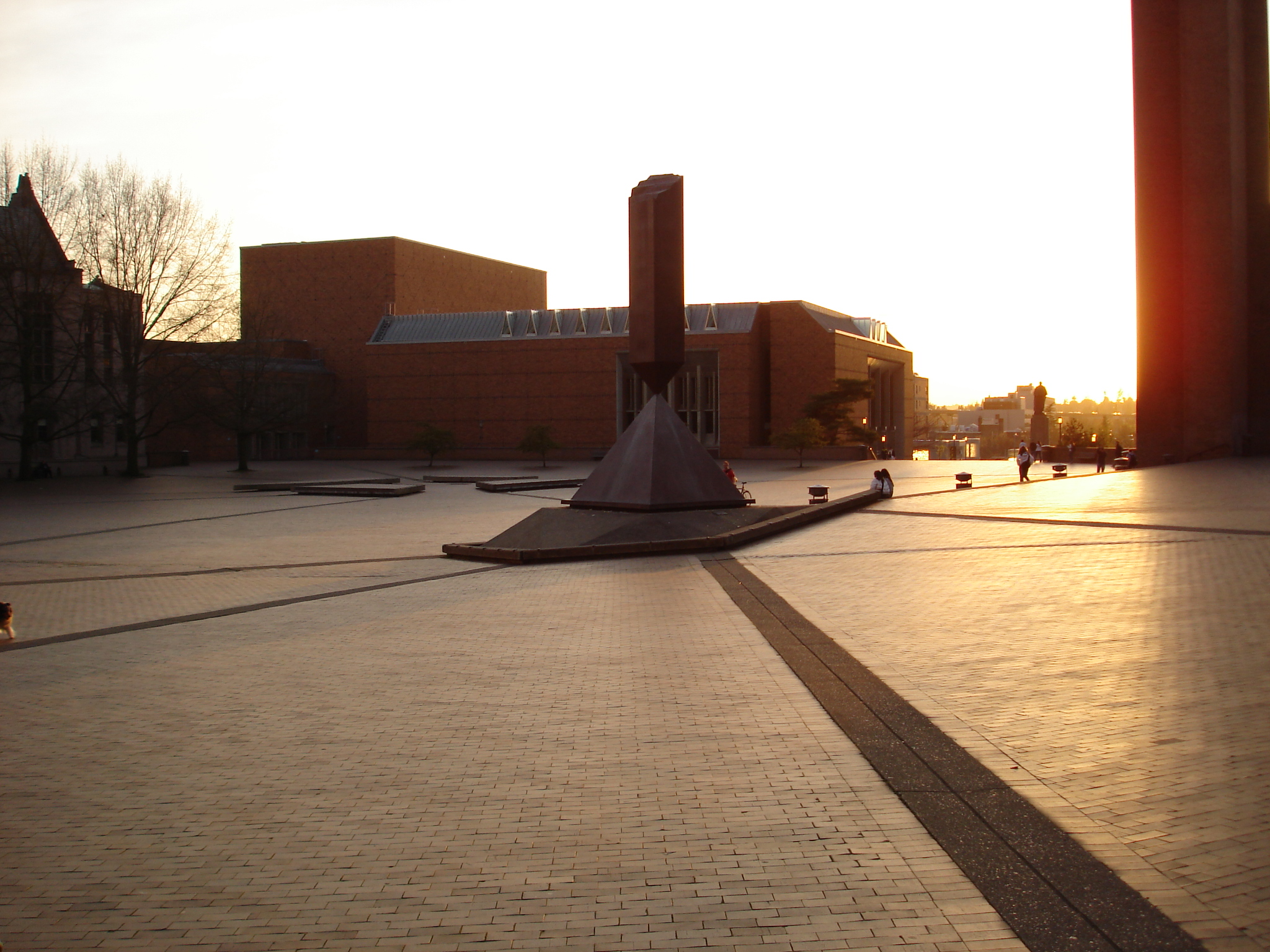
워싱턴 대학교의 붉은 광장에 있는 《부러진 오벨리스크》

뉴먼은 또한 《18개의 칸토》(18 Cantos, 1963-64)라는 일련의 석판화 작품을 만들었는데, 뉴먼에 따르면 이 작품은 음악을 연상시키는 작품이라고 한다. 그는 또한 소수의 에칭 작품을 만들기도 했다.
1948년, 뉴먼과 윌리엄 바지오테스, 마크 로스코, 로버트 머더웰, 데이비드 헤어는 이스트 8번가 35번지에 예술가 학교를 설립했다. 장 아르프, 존 케이지, 애드 라인하르트와 같은 유명 예술인들을 연사로 초빙하여 많은 사람들에게 인기 강연을 펼치기도 했지만 미술 학교는 재정적으로 실패하여 1949년 봄에 문을 닫았다. 뉴먼은 1950년대에 뉴욕에서 활동하며 같은 그룹의 다른 예술가들과 교류하고 유럽 예술에 영향을 거의 받지 않은 추상적인 스타일을 발전시켰기 때문에 일반적으로 추상표현주의자로 분류된다. 그러나 클리포드 스틸이나 마크 로스코와 같은 다른 추상 표현주의자들이 사용했던 표현적인 붓놀림을 거부하고, 단조로운 색채의 하드에지 영역을 활용한 그의 작품은 후기 회화적 추상화와 프랭크 스텔라와 같은 작가들의 미니멀리즘 작품의 선구자로 볼 수 있다.
뉴먼은 평생 동안 예술가로서 잘 알려지지 못했으며, 잭슨 폴록과 같은 다채로운 인물에 밀려 눈에 띠지 못하였다. 미국의 미술 평론가 클레멘트 그린버그는 뉴먼에 대해 그는 그의 생애 마지막 무렵에 예술가로서 진지하게 받아들여지기 시작했다고 평했다. 그러나 뉴먼은 도널드 저드, 프랭크 스텔라, 밥 로우 등 당대 많은 젊은 예술가들에게 큰 영향을 미쳤다.:512

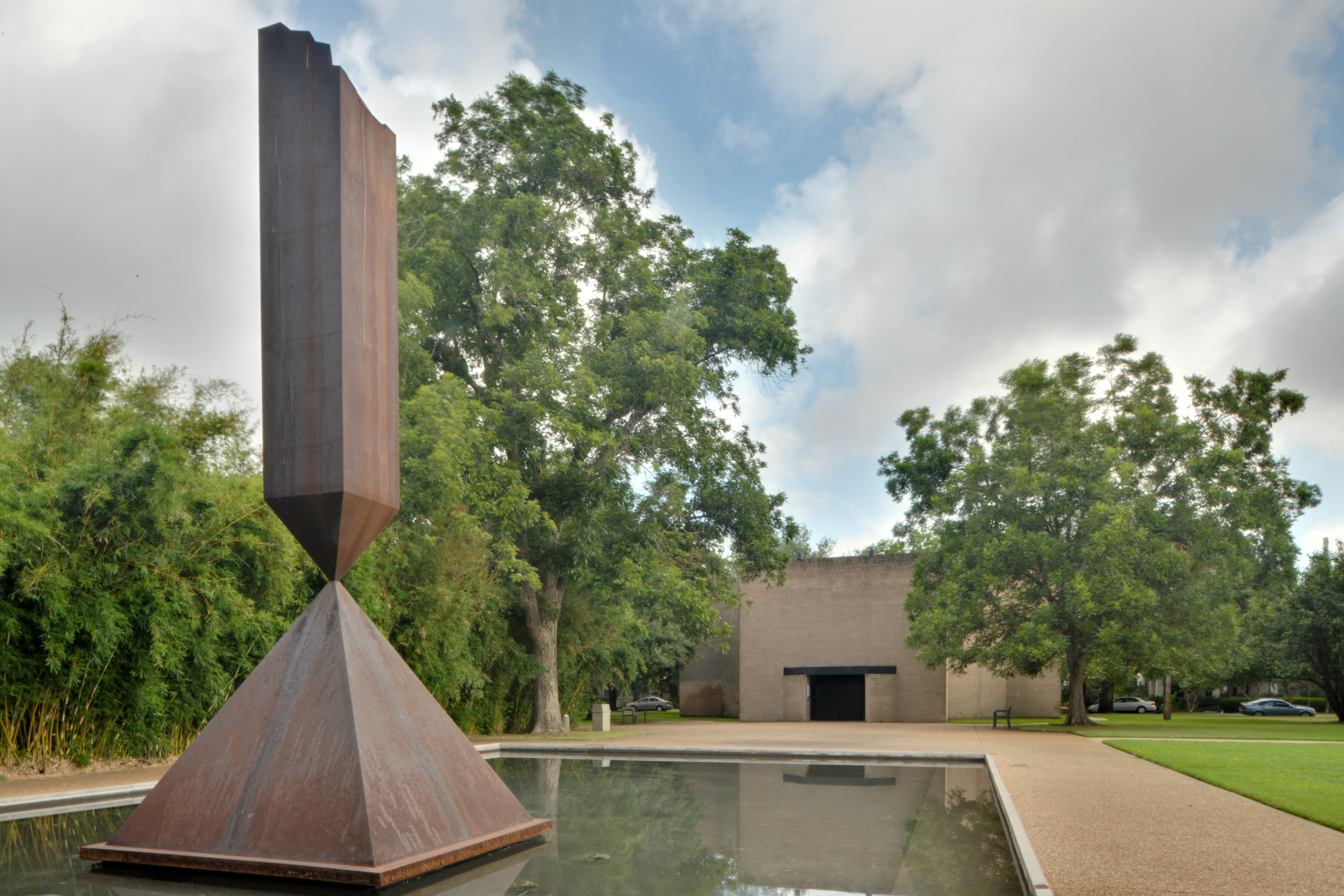
휴스턴의 로스코 채플에 있는 《부러진 오벨리스크》

## 재단
뉴먼은 1970년 7월 4일 뉴욕에서 65세의 나이에 심장마비로 사망했다.
뉴먼이 죽은 지 9년 후, 그의 과부 애나리는 바넷 뉴먼 재단(Barnett Newman Foundation)을 설립했다. 이 재단은 그의 공식 재산으로 기능하며 "바넷 뉴먼의 삶과 작품에 대한 연구와 이해를 장려하는" 활동을 한다. 이 재단은 2004년 뉴먼의 카탈로그 레조네를 만드는 데 중요한 역할을 했다. 바넷 뉴먼 재단의 미국 저작권 대표는 예술가 권리 협회(Artists Rights Society)이다.
재단은 2018년에 뉴욕 유대인 박물관에 70개 이상의 미술품을 기증했다.

## 참고 문헌
- Ellyn Childs Allison, ed., Barnett Newman: A Catalogue Raisonné (Yale University Press, 2004.) ISBN 0-300-10167-8
- Bruno Eble (2011). 《Barnett Newman et l'art roman》 (프랑스어). Paris: L'Harmattan. ISBN 978-2-296-55188-6.
- Yve-Alain Bois. "Perceiving Newman," in Painting as Model (Cambridge, MA/London:  MIT Press, 1995).
- Mark Godfrey (2007). 《Abstraction and the Holocaust》. Yale University Press. 51–78쪽. ISBN 978-0-300-12676-1.
- Marika Herskovic, American Abstract Expressionism of the 1950s An Illustrated Survey 보관됨 2007-09-29 - 웨이백 머신 (New York School Press, 2003.) ISBN 0-9677994-1-4
- Ann Temkin, Barnett Newman (Yale University Press, 2002.) [Catalogue for the Exhibition "Barnett Newman," Philadelphia Museum of Art, March 24 to July 7, 2002; Tate Modern London, September 19, 2002, to January 5, 2003] ISBN 0-87633-156-8
- Jean-Francois Lyotard, "Newmann: The Instant", in: Jean-Francois Lyotard, Miscellaneous Texts II: Contemporary Artists (Leuven University Press, 2012.) ISBN 978-90-586-7886-7